# Foots Walker
Clarence Walker, detto Foots (Southampton, 21 maggio 1951), è un ex cestista statunitense, professionista nella NBA.

## Carriera
Venne selezionato dai Cleveland Cavaliers al terzo giro del Draft NBA 1974 (38ª scelta assoluta).